# Supercopa Brasil de Basquete Masculino
A Supercopa Brasil de Basquete Masculino foi um torneio adulto de basquetebol, organizado pela Confederação Brasileira de Basquete (CBB). Entre 1997 e 2004, foi financiado pela Caixa Econômica Federal, e de 2011 a 2014 foi financiado pela Eletrobras. 

## História
No primeiro formato (1997 a 2004), o torneio era disputado como seletiva para o Campeonato Nacional de Basquete. Naquele período, a Copa Brasil, como também foi chamada a Supercopa em alguns anos, era composta por quatro torneios: Copa Brasil Norte, Copa Brasil Nordeste, Copa Brasil Centro-Oeste e Copa Brasil Sul. Os melhores de cada copa se classificavam para a fase final nacional. As equipes da Região Sudeste estavam divididas entre estes quatro torneios da seguinte forma: as equipes do Espírito Santo jogavam a Copa Brasil Nordeste, as equipes de São Paulo e do Rio de Janeiro jogavam a Copa Brasil Sul e as equipes de Minas Gerais jogavam a Copa Brasil Centro-Oeste.
Entre 2005 e 2010, com a não realização da Supercopa do Brasil de Basquete, apenas a Copa Brasil Norte continuou a ser disputada.
De 2011 até 2012, o torneio passou a dar ao campeão e ao vice uma vaga direta no Campeonato Brasileiro da 1.ª Divisão (Novo Basquete Brasil), ficando com ares de Segunda Divisão. Porém, as equipes só eram aceitas no NBB se conseguissem atender as exigências financeiras mínimas determinadas pela Liga Nacional de Basquete. De 2011 a 2013, passou a haver a disputa de cinco torneios: Copa Brasil Norte, Copa Brasil Nordeste, Copa Brasil Centro-Oeste, Copa Brasil Sudeste e Copa Brasil Sul.  
Em 2013, a Supercopa deu ao 1.º e 2.º lugares uma vaga no triangular de acesso do NBB, juntamente com o penúltimo colocado da temporada 2012-13 (Tijuca). Na ocasião, o lanterna Suzano desistiu de lutar por sua permanência. Os dois primeiros se credenciavam para o NBB 2013/14, desde que atendessem a todos os pré-requisitos exigidos pela Liga Nacional de Basquete (LNB).
A partir de 2014, quando a LNB criou a Liga Ouro, esta passou a ser a 2.ª Divisão do NBB. Com isso, a Supercopa passou a equivaler à Terceira Divisão do basquetebol masculino brasileiro, pois dava aos dois melhores colocados vaga na Liga Ouro.
No final de 2018, com a criação do Campeonato Brasileiro de Clubes CBB, cuja primeira edição ocupou o terceiro nível na pirâmide do basquete brasileiro, a Supercopa foi descontinuada, bem como a Liga Ouro em 2019.

## Campeões das Copas Regionais
| Ano  | Copa Brasil Sul | Copa Brasil Sudeste | Copa Brasil Centro-Oeste | Copa Brasil Nordeste     | Copa Brasil Norte   |
| ---- | --------------- | ------------------- | ------------------------ | ------------------------ | ------------------- |
| 1996 | Corinthians-RS  | Não existia         | Não existia              | AABB Fortaleza           | Não existia         |
| 1997 | ABAJ-Joinville  | Não existia         | APCEF Brasília           | AABB Fortaleza           | São José            |
| 1998 | Ulbra           | Não existia         | Unitri/Uberlândia        | Saldanha da Gama         | São José            |
| 1999 | Londrina        | Não existia         | Unitri/Uberlândia        | Sport                    | Macapá              |
| 2000 | Unisanta        | Não existia         | Universo/Ajax            | Sport                    | Trem                |
| 2001 | São Caetano     | Não existia         | Universo/Ajax            | Fortaleza                | São José            |
| 2002 | Automóvel Clube | Não existia         | Gama                     | Univila/Ítalo Brasileiro | Remo                |
| 2003 | Paulistano      | Não existia         | Lobos Brasília           | Fortaleza                | AABB Amapá          |
| 2004 | Limeira         | Não existia         | Lobos Brasília           | Sport                    | São José            |
| 2005 | Não realizada   | Não existia         | Não realizada            | Não realizada            | Trem                |
| 2006 | Não realizada   | Não existia         | Não realizada            | Não realizada            | Não realizada       |
| 2007 | Não realizada   | Não existia         | Não realizada            | Não realizada            | São José            |
| 2008 | Não realizada   | Não existia         | Não realizada            | Não realizada            | Paysandu            |
| 2009 | Não realizada   | Não existia         | Não realizada            | Não realizada            | Santana             |
| 2010 | Não realizada   | Não existia         | Não realizada            | Não realizada            | Não realizada       |
| 2011 | Campo Mourão    | Rio Claro           | São Camilo               | Sport                    | São José            |
| 2012 | Bira            | Palmeiras           | Iesplan                  | Sport                    | Assembléia Paraense |
| 2013 | Campo Mourão    | Rio Claro           | Universo/Goiânia         | Sport                    | Assembléia Paraense |
| 2014 | Brusque         | Não realizada       | CEUB                     | Náutico                  | Jovens Maranhenses  |
| 2015 | Ponta Grossa    | Não realizada       | Filadélfia               | Vitória                  | Paysandu            |
| 2016 | Ponta Grossa    | Não realizada       | Vizinhança               | Unifacisa                | Santos              |
| 2017 | Ponta Grossa    | Não realizada       | Cerrado Basquete         | Unifacisa                | Paysandu            |
| 2018 | Ponta Grossa    | Não realizada       | Clube Jaó                | Não realizada            | Não realizada       |
| 2019 | AABJ-Joinville  | Não realizada       | Não realizada            | Não realizada            | Não realizada       |

- Copa Brasil-Sul de Basquete, diferente da Copa Sul-Brasileira, a partir de 2007, que é uma copa que não qualifica para a Supercopa Brasil. Supercopa do Nordeste a partir de 2007.